# Axel Kandell

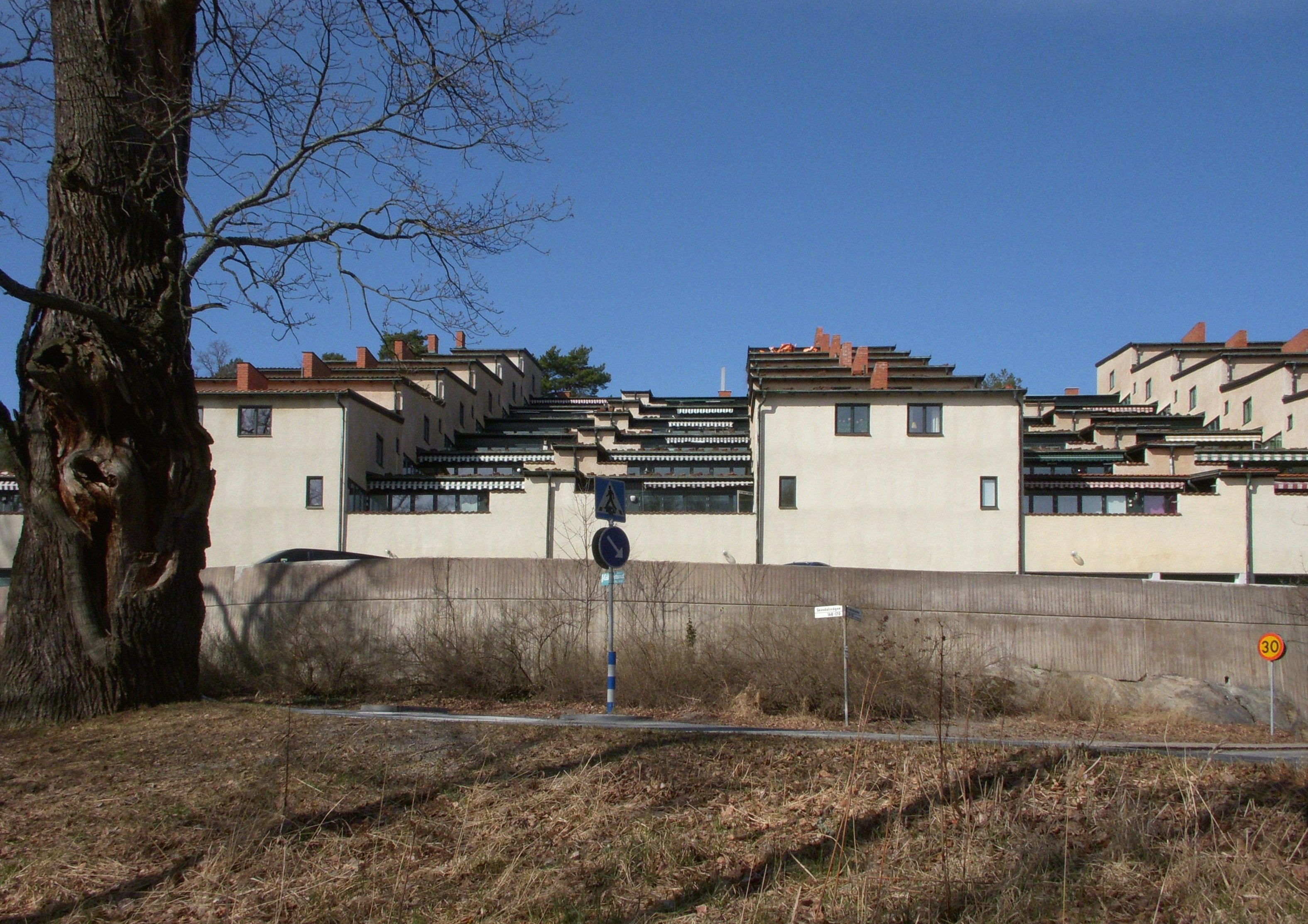
Kandells Terrasshuset i Sköndal.

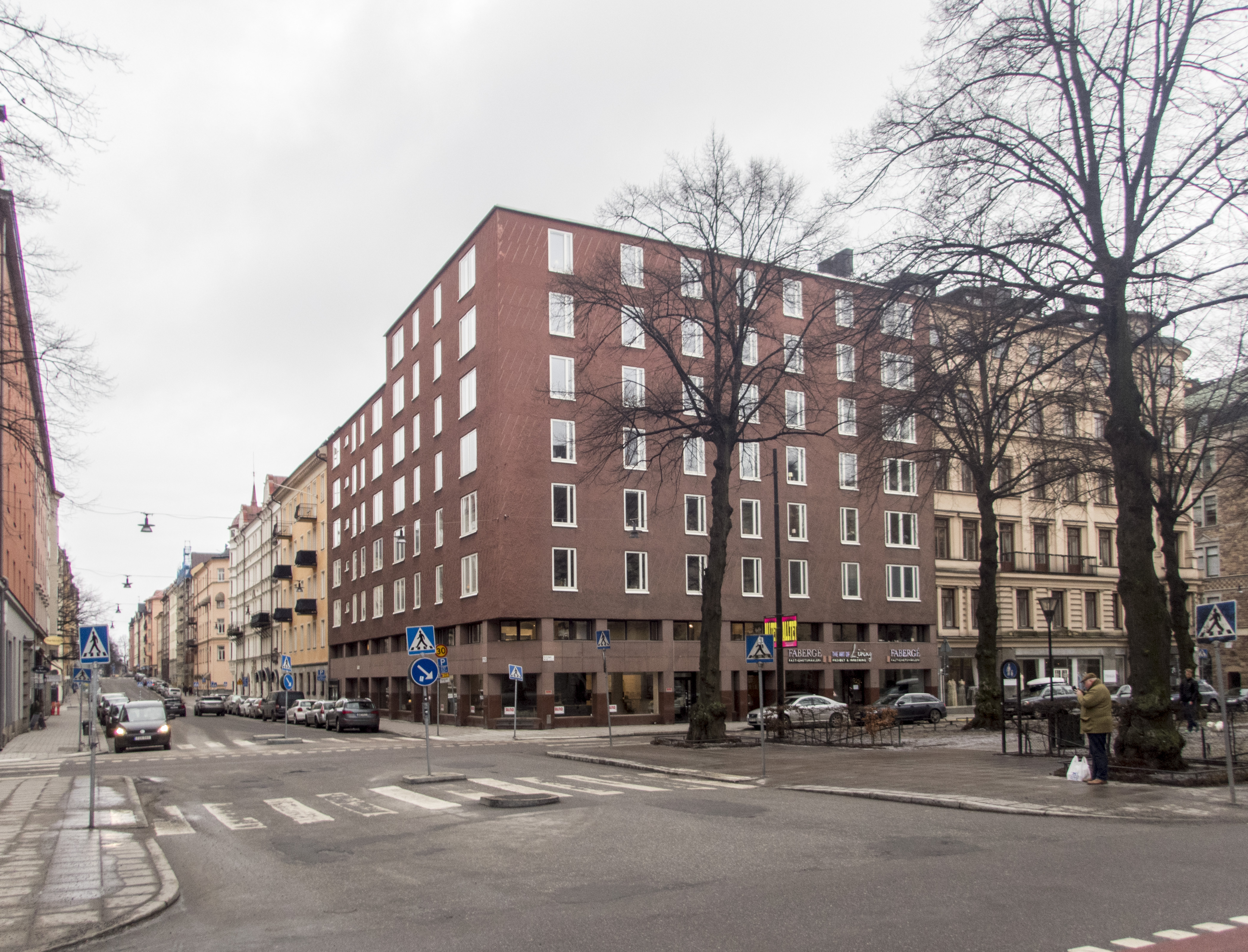
Karlavägen 64, Stockholm

Axel Georg Eugén Kandell, född 11 december 1916 i Helsingborg, död 22 mars 2003 i Lidingö, var en svensk arkitekt. Han var bror till möbelformgivaren och arkitekten John Kandell.
Axel Kandell genomgick Tekniska institutet (1941), och fick sin utbildning till arkitekt vid Kungliga Tekniska Högskolan (1948) och Konsthögskolan (1957). Under studietiden var han anställd hos bland annat arkitektfirman Ancker Gate Lindegren (Stig Ancker, Bengt Gate och Sten Lindegren) och hos arkitekt Sven Ivar Lind. Han startade en egen arkitektverksamhet 1960 . Åren 1971 till 1983 var han Slottsarkitekt vid Gripsholms slott.
Bland hans arbeten märks en lång rad villor och sommarhus runtom i Sverige. År 1960 ritade han stadsplanen för en del av Sköndal i södra Stockholm (tillsammans med Stockholms stadsbyggnadskontor) och stod för ritningarna för radhusområdet vid Skönstaviks allé och terrasshusen vid Dalbobranten, båda i Sköndal. Lägenheterna i terrasshusen har fyra rum och kök samt var sin terrass på 18 m². Enligt Stockholms stadsmuseum utgör terrasshusen med sin spektakulära arkitektur något av ett landmärke i Sköndal och är numera blåmärkta vilket innebär kulturhistoriska värden som motsvarar fordringarna för byggnadsminnen i kulturmiljölagen. År 1964 följde Tannefors kyrka i Linköping (tillsammans med brodern John Kandell). Han utvecklade 1978 en prototyp för en telefonkiosk med dåvarande Televerket som uppdragsgivare. År 1981 ritade han två parhus vid Essingeringen på Stora Essingen i Stockholm. Kandell är begravd på Lidingö kyrkogård.